# Thera benisegnata
Thera benisegnata är en fjärilsart som beskrevs av Barnes och Mcdunnough 1917. Thera benisegnata ingår i släktet Thera och familjen mätare. Inga underarter finns listade i Catalogue of Life.